# 400-409
De jaren 400-409 (van de christelijke jaartelling) zijn een decennium in de 5e eeuw.

## Belangrijke gebeurtenissen

### Romeinse Rijk
- 400 : Het Oost-Romeinse leger onder leiding van Fravitta maakt een einde aan de Gotische opstand van Tribigild.
- 401 : De Vandalen beginnen naar het westen te trekken vanuit Dacia en Pannonia en vallen Raetia binnen.
- 402-403 : Gotische Oorlog (402-403). De Visigoten vallen het noorden van Italië aan en zaaien dood en verderf. Belangrijkste veldslagen zijn Slag bij Pollentia en de Slag bij Verona (403). Het West-Romeinse leger onder leiding van Stilicho verslaat de Visigoten, die daardoor gedwongen worden terug te keren naar Illyrië.
- 404 : Een monnik werpt zich in Rome in de arena om in de strijd tussen twee gladiatoren tussenbeide te komen. Hij wordt door het publiek in stukken gereten. Naar aanleiding van dit incident wordt het Colosseum op last van keizer Honorius voorgoed gesloten.
- 405 : Na de dood van keizerin Aelia Eudoxia wordt Anthemius de machtigste man in het Oost-Romeinse Rijk.
- 405-406 : Oorlog van Radagaisus
- 406 : Rijnoversteek: diverse stammen Germanen, waaronder Vandalen, Bourgondiërs, Alanen en Sueven, steken de Rijn over nabij Mainz.
- 407 : Constantijn III roept zichzelf uit tot keizer en valt vanuit Britannia het continent binnen.
- 408 : De Oost-Romeinse keizer Arcadius sterft en wordt opgevolgd door zijn zevenjarige zoon Theodosius II van Byzantium.
- 408 : Flavius Stilicho, de machtigste man in het West-Romeinse Rijk, wordt ter dood veroordeeld.
- 409 : De Romeinen verlaten definitief Britannia.

### Azië
In de periode van de khan Shilun (r. 402-410) beheersen de Rouran een gebied van Korea tot aan het Tarimbekken.

### Godsdienst
- De Tempel van Artemis in Efeze, een van de zeven wereldwonderen, wordt in 406 geheel met de grond gelijk gemaakt. Er worden relicten ervan (en van de Artemiscultus zelf) opgenomen in het christendom. De reusachtige zuilen werden naar Istanboel gebracht om in de Aya Sofiakerk te dienen, waar ze nog steeds zijn te bezichtigen.
- 399–412: De Chinees boeddhistische monnik Fa Xian vaart over de Indische Oceaan en reist door Sri Lanka en India om boeddhistische geschriften te verzamelen.

### Aardrijkskunde
- Rond 400 wordt de Tabula Peutingeriana gemaakt, die de Romeinse heirbanen afbeeldt, met het Romeinse Rijk van Brittannië tot het Midden-Oosten en Afrika, maar ook Indië, Sri Lanka en China.

## Heersers

### Europa
- Bourgondiërs: Gebicca (?-407), Gundohar (407-436)
- Hunnen: Uldin (?-412)
- West-Romeinse Rijk: Honorius (395-423)
  - tegenkeizers: Constantijn III (407-411), Constans II (409-411), Priscus Attalus (409-410), Maximus (409-411)
- Oost-Romeinse Rijk: Arcadius (395-408), Theodosius II (408-450)
- Sueven: Hermeric (409-438)
- Vandalen: Godigisel (ca. 400-406), Gunderik (406-428)
- Visigoten: Alarik I (395-410)

### Azië
- Armenië: Vramsjapuh (390-414)
- China
  - Oostelijke Jin: Jin Andi (396-418)
  - Noordelijke Wei: Beiwei Daowudi (386-409), Beiwei Mingyuandi (409-423)
- India (Gupta's): Chandragupta II (380-415)
- Japan (traditionele data): Richu (400-405), Hanzei (406-410)
- Perzië (Sassaniden): Yazdagird I (399-420)

### Religie
- paus: Siricius (384-399), Anastasius I (399-401), Innocentius I (401-417)
- patriarch van Alexandrië: Theophilus (385-412)
- patriarch van Antiochië: Flavianus I (381-404), Porfyrus (404-413/414)
- patriarch van Constantinopel: Johannes I Chrysostomus (398-404), Arsacius van Tarsus (404-405), Atticus (406-425)

<< · 400 · 401 · 402 · 403 · 404 · 405 · 406 · 407 · 408 · 409 · >>
<< · 400-409 · 410-419 · 420-429 · 430-439 · 440-449 · 450-459 · 460-469 · 470-479 · 480-489 · 490-499 · >>